# آلدا (نبراسکا)
آلدا(به انگلیسی: Alda) شهری در ایالت نبراسکا کشور ایالات متحده آمریکا است که جمعیت آن در سرشماری سال ۲۰۱۰ میلادی، ۶۴۲ نفر بوده‌است.